# Consiglio della Nazione
Il Consiglio della Nazione (Majlis al'umma) è la camera alta del parlamento algerino. È composto da 144 membri, di cui 2/3 eletti indirettamente e 1/3 dei quali nominati dal presidente.

## Elezioni
Ci sono 48 collegi elettorali binominali (due posti) corrispondenti al numero di dipartimenti del paese.
Il mandato è di sei anni. La camera si rinnova per metà ogni tre anni.

## Composizione
Il Consiglio ha 144 membri:
- 96 eletti indirettamente con uno scrutinio segreto (2/3);
- 48 nominati dal Presidente della Repubblica (1/3).